# Дудовка (Тамбовская область)
Дудовка — исчезнувшая деревня Сампурского района Тамбовской области. Находилась на территории современного (2019) Сатинского сельсовета, на окраине д.Солонцовка. Малая  родина Героя Соцтруда Дудова  Г.А.

## География
Находилась на юге центральной части региона, в лесостепной зоне, в пределах Окско-Донской низменной равнины.
Абсолютная высота 152 метра выше уровня моря.

### Климат
Климат умеренно континентальный, относительно сухой. Средняя температура воздуха самого холодного месяца (января) — −11,5 — −10,5 °C (абсолютный минимум — −39 °C); самого тёплого месяца (июля) — 19,5 — 20,5 °C (абсолютный максимум — 40 °С). Среднегодовое количество атмосферных осадков варьирует в пределах от 400 до 650 мм. Продолжительность залегания снежного покрова составляет в среднем 145 дней.

## История
Упоминается в документах ревизской сказки 1858 года: «Деревня Дудкеевой, Богородицкое тож».
Принадлежала действительной тайной советнице Вере Андреевне Дудкеевой. Была заселена крепостными крестьянами, которых числилось: мужского пола — 195, женского пола — 189 (домов — 36). В числе домохозяев-крестьян проживали: Матвеев Иван, Казьмин Петр, Дорофеев Дмитрий, Ефимов Алексей, Меркулов Степан, Меркулов Филипп, Прохоров Алексей, Данилов Афанасий.
В советское время — в составе Дмитриевского сельского Совета, в 11 км от центра сельсовета д. Дмитриевка.